# Most kolejowy nad Odrą w Raciborzu
Most kolejowy nad Odrą – most kolejowy nad rzeką Odrą w Raciborzu, w Polsce. Pierwotnie został otwarty w 1846 roku, zburzony w 1945 roku i odbudowany w roku 1955. Przez most przebiega dwutorowa i zelektryfikowana linia kolejowa nr 151.

## Historia
Pierwotnie Kolej Wilhelma z Kędzierzyna do Bogumina planowano w całości poprowadzić prawym brzegiem Odry, a stacja w Raciborzu miała się znajdować w pobliżu lasu Obora, ok. 4 km na wschód od centrum miasta. Władze miasta skutecznie zabiegały jednak o budowę stacji kolejowej w centrum miasta. By móc ten cel zrealizować konieczne było wybudowanie dwóch mostów kolejowych na Odrze – jeden w Raciborzu i kolejny most pomiędzy Chałupkami i Boguminem, czy wyburzenie fragmentu raciborskich murów miejskich. Wymagało to dodatkowych kosztów w wysokości 150 tys. talarów. Częściowo środki te wyłożył raciborski magistrat, który wykupił dodatkowo akcje o wartości 20 tys. talarów (wcześniej miasto wykupiło na rzecz budowy Kolei Wilhelma akcje za 7500 talarów). Miasto wykupiło także i przekazało bezpłatnie ponad 6 hektarów gruntów. Dodatkowym żądaniem ze strony miasta było wybudowanie na moście w Raciborzu kładki dla pieszych, która skróciła drogę z miasta do Płoni (wówczas nie istniał jeszcze most na ulicy Piaskowej i najkrótsza droga na Płonię prowadziła przez most Zamkowy).
Most został oddany do użytku 1 stycznia 1846 roku, kiedy uruchomiono odcinek linii kolejowej z Kędzierzyna do Raciborza. Choć linia początkowo była jednotorowa, most od początku przewidziany był dla linii dwutorowej. Most posiadał wówczas 8 przęseł i był długi na 104 m. Obydwa mosty (w Raciborzu i Chałupkach) były największymi obiektami budowlanymi, jakie powstały w czasie budowy Kolei Wilhelma. W trakcie walk o Racibórz, w Wielki Piątek 30 marca 1945 roku o godz. 4.00 nad ranem most został wysadzony przez wycofujące się oddziały niemieckie. Tuż po wojnie wybudowano tymczasowy, prowizoryczny most. Stałą przeprawę odbudowano w 1955 roku. Sieć trakcyjną na odcinku linii kolejowej przebiegającym przez most oddano do użytku 23 grudnia 1982 roku.